# IC 860
IC 860 је спирална галаксија у сазвјежђу Береникина коса која се налази на листи објеката дубоког неба у Индекс каталогу.
Деклинација објекта је + 24° 37' 6" а ректасцензија 13h 15m 3,5s. Привидна величина (магнитуда) објекта IC 860 износи 14,5 а фотографска магнитуда 15,4. IC 860 је још познат и под ознакама MCG 4-31-15, CGCG 130-23, PGC 46086.